# Budynek przy ul. Szosa Lubicka 149 w Toruniu
Budynek przy ul. Szosa Lubicka 149 w Toruniu – dawny dwór, obecnie budynek mieszkalny w Toruniu. Budynek mieści się na wschodnim skraju parku podworskiego na Bielawach. Częściowo budynek zachował swoją pierwotną formę neogotyckiej architektury z końca XIX wieku. Pozostałą część budynku przekształcono po 1920 roku. Budynek wpisany jest do gminnej ewidencji zabytków (nr 2077).